# Сел (Арјеж)
Сел (фр. Celles) је насеље и општина у јужној Француској у региону Миди Пирене, у департману Арјеж која припада префектури Фоа.
По подацима из 2011. године у општини је живело 120 становника, а густина насељености је износила 11,68 становника/km². Општина се простире на површини од 10,27 km². Налази се на средњој надморској висини од 425 метара (максималној 1.093 m, а минималној 470 m).

## Демографија
| 1962. | 1968. | 1975. | 1982. | 1990. | 1999. | 2011. |
| ----- | ----- | ----- | ----- | ----- | ----- | ----- |
| 131   | 138   | 122   | 135   | 127   | 134   | 120   |

График промене броја становника у току последњих година